# ISO/IEC 14882
Международният стандарт ISO/IEC 14882 Programming Languages — C++ е официалният стандарт за езика за програмиране C++ и прилежащата му библиотека, разработен от работната група JTC1/SC22/WG21. Публикуван е за първи път през 1998 г. и е преразглеждан през 2003 и 2011 г.
Действа версията на стандарта от 2011 г., известна като C++11.